# Sergentomyia orissa
Sergentomyia orissa är en tvåvingeart som beskrevs av Kaul och Lewis 1977. Sergentomyia orissa ingår i släktet Sergentomyia och familjen fjärilsmyggor. Inga underarter finns listade i Catalogue of Life.